# Wilhelm Mangold (Komponist)
Johann Wilhelm Mangold (* 19. November 1796 Darmstadt; † 23. Mai 1875 ebenda) war ein deutscher Geiger, Komponist und Hofkapellmeister.

## Leben und Laufbahn
Wilhelm Mangold entstammt einer alten Darmstädter Musikerfamilie. Die Ursprungsheimat der Familie ist Groß-Umstadt im Odenwald. Er wirkte ab 1810 als Geiger in der Hofkapelle zu Darmstadt und war von 1810 bis 1811 (wie auch Carl Maria von Weber und Giacomo Meyerbeer) Schüler bei Abbé Georg Joseph Vogler. 1815 bis 1818 studierte er in Paris bei Luigi Cherubini, Étienne-Nicolas Méhul und Rodolphe Kreutzer. 1819 kehrte er als Kammermusikus nach Darmstadt zurück. 1825 wurde er zum Großherzoglich Hessischen Hofkapellmeister des Hofopernorchesters ernannt, ab 1830 war er  Dirigent der Hofkapelle und der Oper des Hoftheaters. Im Jahr 1834 reiste er nach London, um im Folgejahr wieder nach Darmstadt zurückzukehren. Ab 1858 befand er sich im Ruhestand. Mangold war Mitglied der Darmstädter Freimaurerloge Johann der Evangelist zur Eintracht und Komponist freimaurerischer Musik.

## Auszeichnungen und Ehrenämter
- 1838: Ritterkreuz 1. Klasse des Ludwigsordens
- 1849–1850: Vorsitzender des Verwaltungsrats des Hoftheaters